# زمردماهی سیگار
زمردماهی سیگار (نام علمی: Cheilio inermis) نام یک گونه از خانواده زمردماهیان است.